# Eva Mouton
Eva Mouton (Waasmunster, 1987) is een Belgische illustrator en cartoonist. Ze verwierf bekendheid door haar getekende column Eva's gedacht, die van 2011 tot 2021 wekelijks in De Standaard verscheen.
Haar vader is beeldhouwer, haar moeder studeerde Fotografie. Met andere woorden: Mouton groeide op in een creatief nest, waardoor ze al vroeg begon te tekenen. Ze volgde Humane Wetenschappen aan het Sint-Lodewijkscollege in Lokeren. Daarna behaalde ze binnen de opleiding Beeldende Kunsten aan Sint-Lucas in Gent een Bachelor in de Vrije Grafiek en een Master in de Illustratie. Ze deed ook een bijkomende Lerarenopleiding aan Sint-Lucas.
Naast haar werk als illustrator maakt Mouton muurtekeningen, tekent ze live en heeft ze een webshop.

## Werk
Een selectie van haar boeken:
- Kapitein Winokio zingt 10 broodnodige liedjes (2010), meezingboek en -cd - illustraties en cursiefjes
- Kopstoot (2011), magazine - tekst en illustraties
- Gelukkig zijn we machteloos (2011), Ivo Victoria, roman - cover
- Kapitein Winokio zingt 10 hits van vroeger (2012), meezingboek en -cd - illustraties
- J'aime la vie - Leer Frans met Kapitein Winokio" (2012), educatieve doos - illustraties
- Kapitein Winokio's vriendenboek (2013), vriendenboek - illustraties
- Eva's gedacht (2012), Eva Mouton, bundeling in boekvorm - tekst en illustraties
- Woonboek (2013), Tom Cole en Britt Sebrechts, boek - illustraties
- Miniwoonboek (2014), Tom Cole en Britt Sebrechts, boek - illustraties
- Iedereen Geniaal (2014), Pascal Borry en Gert Matthijs, boek - cartoons
- Ik heet Jan en ik ben niets bijzonders (2014), Kathleen Vereecken, kinderboek - illustraties
- Kleine zeemeermin, per ongeluk dood (2015), Helena Hoogenkamp, boek - cover
- Echte vrouwen bestaan niet (2016), Yasmine Schillebeeckx, boek - cartoons
- Kilocomplot (2016), An Bogaerts, boek - cartoon
- Golfwijsheden (2016), Jan Keppens, boek - illustraties
- Vanaf vandaag (2016), Carmen van Buggenhout, boek - illustraties
- Het coolste vriendenboek ter wereld (2016), Brunhilde Borms, kinderboek - illustraties
- Tante teefje (2017), Ruth Verstraeten, kinderboek - illustraties
- Hey baby (2018), Laura van Bouchaut en Monique Melotte, babykalender - illustraties en vormgeving
- Het leukste van Eva (2018), Eva Mouton, bundeling in boekvorm - tekst, illustraties en vormgeving

Een selectie van haar gepubliceerd werk:
- Mouton op de wei (2009), zomerreeks columns en tekeningen over de zomerfestivals, De Standaard (dS2)
- Eva's gedacht (2011-heden), getekende columns over het leven van elke dag, De Standaard (dSWeekblad)
- Het museum (2013), fictieve kinderverhalen achter de werken in Vlaamse musea, De Standaard (dS2)
- Als de pubers die wij ooit waren (2015), samenwerking met fotograaf Bieke Depoorter over kindhuwelijken in Zambia, De Standaard (dSWeekblad)

Een selectie van haar tentoonstellingen:
- Eva Mouton klutst Kamer 12 (2008), solotentoonstelling, selectie uit 'Elke dag een tekening', Sint-Lucas Gent
- Fris 7 (2009), groepstentoonstelling, selectie uit 'Elke dag een tekening', Galerie Jan Colle Gent
- Geschifte melk (2013), solotentoonstelling, De Destelheide Dworp
- Internationaal Cartoonfestival Knokke-Heist, Liefde is... (2013), groepstentoonstelling, cartoons, Internationaal Cartoonfestival Knokke-Heist
- Internationaal Cartoonfestival Knokke-Heist, Iedereen GENiaal (2014), groepstentoonstelling, cartoons, Internationaal Cartoonfestival Knokke-Heist
- Internationaal Cartoonfestival Knokke-Heist, Superhelden (2015), groepstentoonstelling, cartoons, Internationaal Cartoonfestival Knokke-Heist
- Internationaal Cartoonfestival Knokke-Heist, Allemaal beestjes (2016), groepstentoonstelling, cartoons, Internationaal Cartoonfestival Knokke-Heist
- Jij bepaalt! (2015), duotentoonstelling met Ilah, cartoons, Triodos Bank Gent

Een selectie van haar samenwerkingen met retailers:
- 'Terug naar de toekomst[2]' (2018): kinderschoenencollectie zomer 2018 voor Torfs
- 'Een dagje zee met Eva Mouton' (2019)[3]: kinderkledingcollectie zomer 2019 voor Veritas
- 'Naar het bos met Eva Mouton' (2020): kinderkledingcollectie zomer 2020 voor Veritas